# グラシン

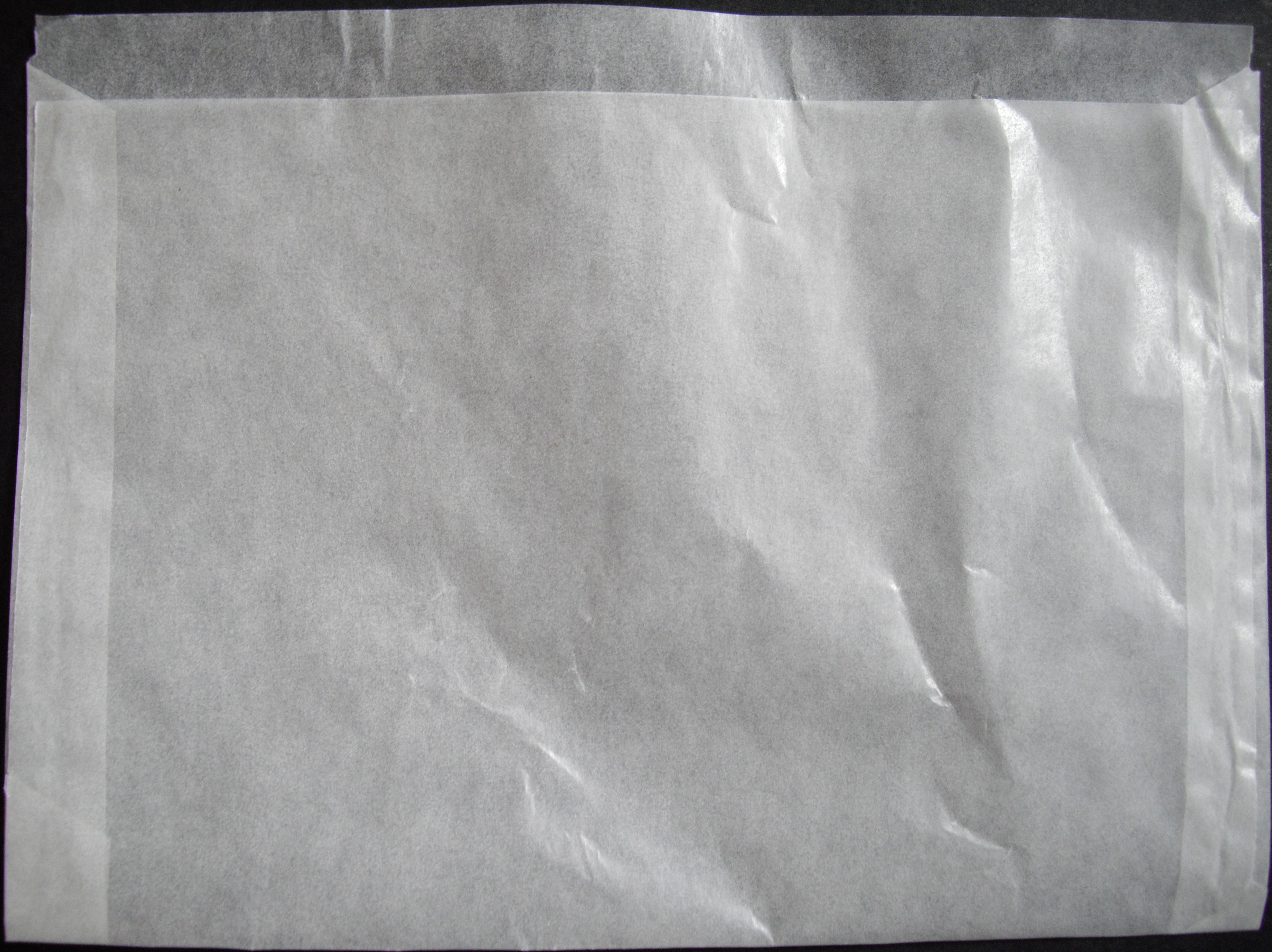
写真包装に使うグラシン

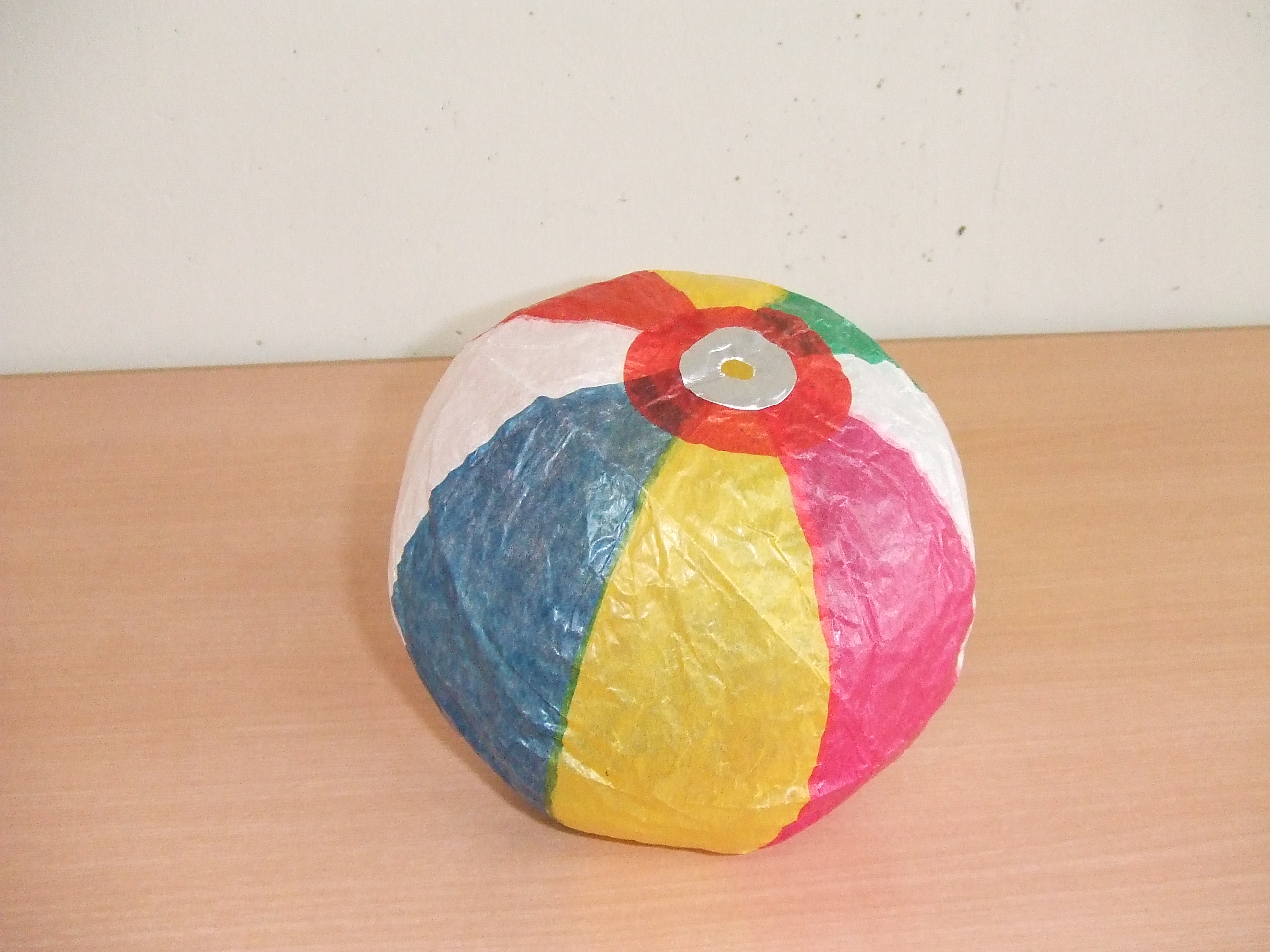
紙風船

グラシン（glassine）は、紙の種類。グラシン紙（グラシンし）ともいう。

## 概要
長時間、細かく叩解した亜硫酸パルプを原料とし、スーパーカレンダー（Supercalender）という平滑なローラーを使って高圧加工する。この過程で、パルプの繊維は圧縮・平滑化され、隙間を失う。

## 性質
- 透明度が高く、光沢があり、滑らかである。
- 耐油性・耐水性がある。
- 酸性紙である（したがって経年劣化の点で劣る）。

## パラフィン紙
狭義では、パラフィン紙はパラフィン蝋を塗布・浸透させた紙である。元になる紙としてグラシンを使ったものが多いため、グラシンと混同されるが、本来は別物である。グラシンから作ったパラフィン紙は、単なるグラシンより特性が優れている。
広義では、単なるグラシン紙やグラシン混入紙が、パラフィンの加工をされたパラフィン紙に風合いが似ているため、通称として「パラフィン（紙）」「パラピン（紙）」と呼ばれる（例：薬包紙）。

## 用途
グラシンから作ったパラフィン紙の用途もほとんど同じであり、共に挙げる。
- トレーシングペーパー
- クッキングシート
- 中華まん、ケーキ類の底紙
- 薬包紙
- 封筒の中身確認用の窓（近年はポリプロピレン製も多いが、リサイクルでの利点を謳ってこちらを使用する場合もある）
- 本のカバー（近年はあまり使わない）
- 昆虫採集（チョウ目、トンボなど翅の薄い昆虫の捕獲後、標本作製までの一時的保存）
- レコードの内袋